# Pierre de Ronsard

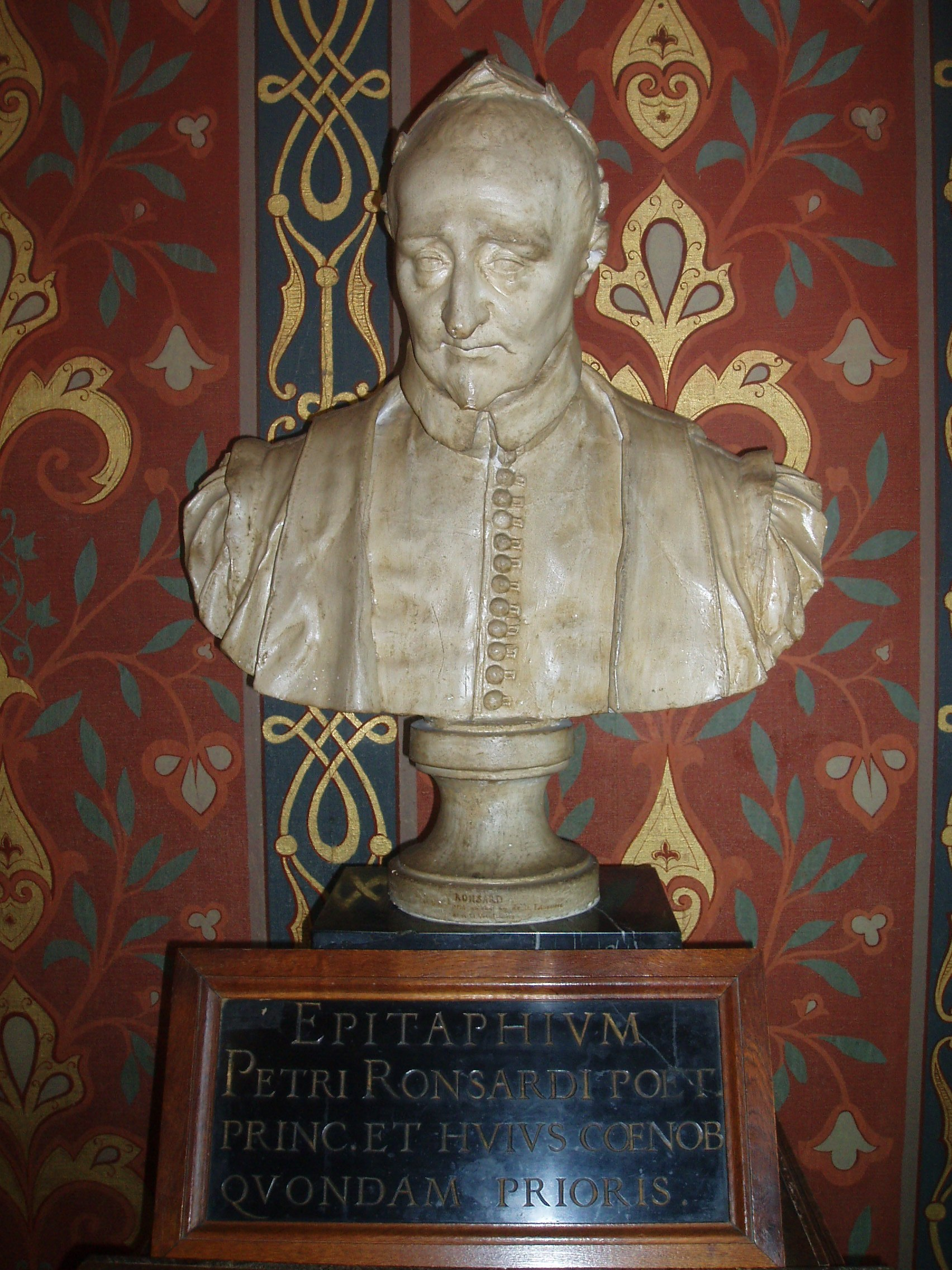
Portretbuste in het Kasteel van Blois (afgietsel uit 1802 van een verdwenen grafbeeld uit 1607)

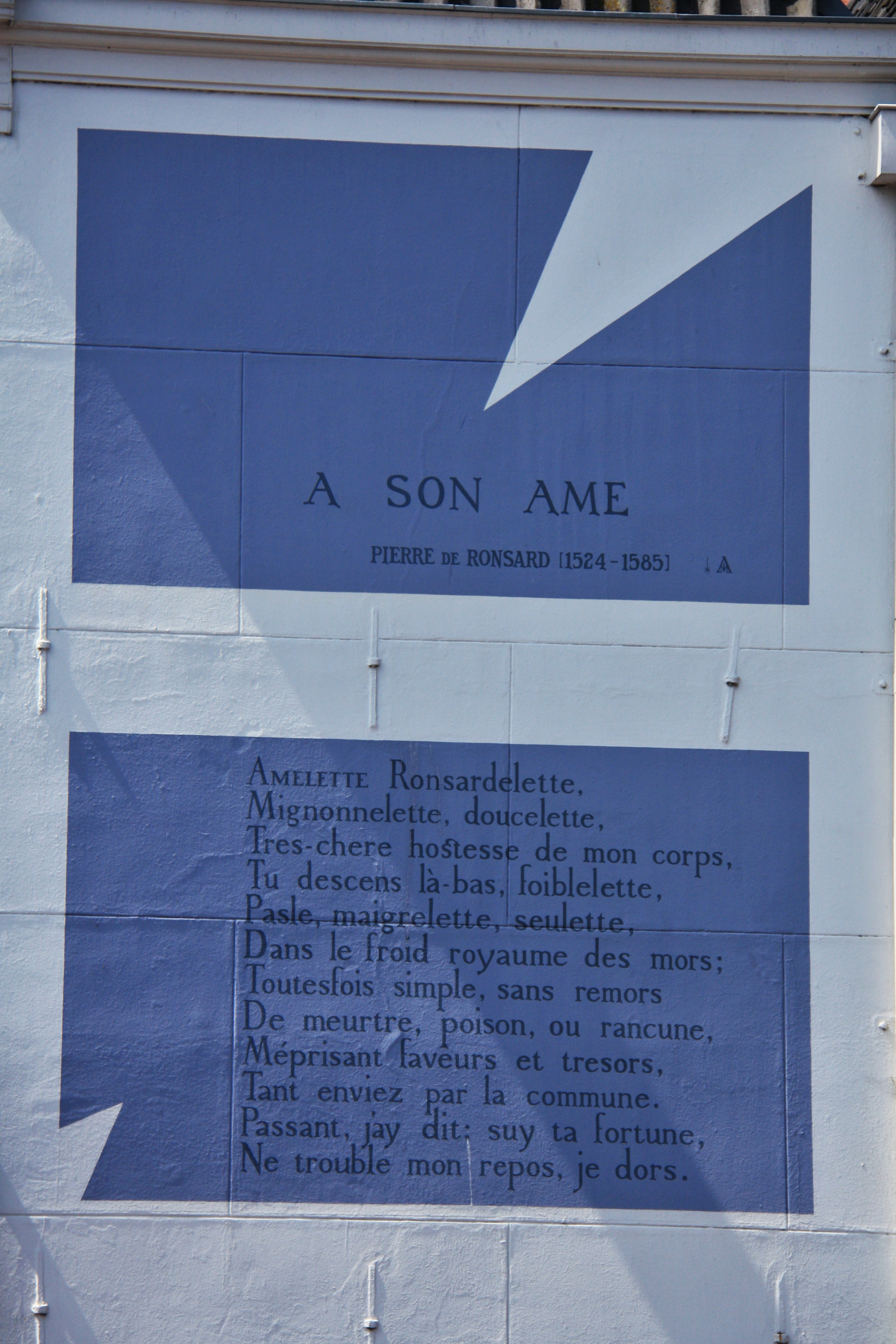
Ronsards gedicht A son âme op een muur in Leiden

Pierre de Ronsard (Couture-sur-Loir, september 1524 – Sint-Cosmaspriorij, La Riche, 27 of 28 december 1585) was een Frans dichter uit de renaissance. Hij was het boegbeeld van de Pléiade.

## Leven
Pierre werd geboren in het kasteel La Possonnière, dat zijn vader Louis de Ronsard had laten verbouwen in renaissancestijl. Als negenjarige werd hij ingeschreven aan het Collège de Navarre in Parijs, maar dat hield hij slechts zes maanden vol. Daarop introduceerde zijn vader hem als page in de koninklijke hofhouding. In 1537 volgde hij Magdalena van Valois naar Schotland. Na haar vroegtijdig overlijden reisde hij naar de Habsburgse Nederlanden en begon hij aan een diplomatieke carrière, maar die moest hij opgeven toen hij in 1540 door ziekte half doof werd. 
Ronsard besloot zich op studie te richten, wat ook een keuze voor de geestelijkheid inhield. In 1543 ontving hij de tonsuur, maar priester werd hij niet. Nominaal celibaat was de prijs die hij betaalde voor toegang tot kerkelijk inkomens. Initieel bleef hij in dienst van hertog Karel II van Orléans, voor wie hij sinds 1539 werkte. Na diens dood ging hij in 1545 over naar de hofhouding van kroonprins Hendrik. Tegelijk kon hij dankzij Lazare de Baïf privélessen volgen van de hellenist Jean Dorat, samen met Jean-Antoine de Baïf. Na de dood van Lazare in 1547 studeerden de twee jongelingen verder onder Dorat aan het Collège de Coqueret. Ronsard nam er de leiding van een groep gelijkgestemde dichters die bekend kwamen te staan als de Brigade of de Pléiade. De publicatie van de Deffence et Illustration de la langue françoyse door Joachim du Bellay in 1549 wordt vaak als het manifest beschouwd waarmee ze naar buiten traden. Aangenomen wordt dat Ronsard eraan bijdroeg.
Kort daarna trad Ronsard zelf naar buiten met zijn dichtwerk. Een groot spectrum aan genres bestrijkend, richtte hij zich vooral naar antieke en Italiaanse modellen. Het ronduit erotische Livret de Folastries (1553) publiceerde Ronsard anoniem, ondanks het bekomen van een privilege. De voorzorg bleek terecht, want vlak na verschijning werd het boekje veroordeeld door het Parlement van Parijs. Alle exemplaren werden in beslag genomen en verbrand. Voor het overige werd de auteur niet verontrust. Hij kende groot succes en werd door zijn koninklijke broodheren bedacht met geestelijke ambten en beneficiën. Van de weeromstuit leverde hem dat de vijandschap van de hugenoten op. Bij het uitbreken van de Hugenotenoorlogen in 1562 mengde hij zich met katholiek-royalistische geschriften in de debatten, al konden zijn eigen geloofsdenkbeelden bezwaarlijk tot de katholieke orthodoxie worden gerekend.
In 1560 was Ronsard nagenoeg de eerste om een verzameld werk in het Frans te publiceren. Aan de inhoud ervan bleef hij schaven doorheen de diverse edities die hij ervan verzorgde. Ondanks nieuwe gezondheidsproblemen in 1568-1569, bleef hij schrijven en publiceren. De eerste vier boeken van zijn epos Franciade verschenen in 1572 en werden slecht ontvangen. Toen koning Karel IX twee jaar later overleed, nam hij wat meer afstand van het hofleven, terwijl zijn rivaal Philippe Desportes de gunst van Hendrik III genoot. Ronsard verdeelde zijn tijd over diverse residenties in Vendôme, Parijs, Croixval en Saint-Cosme. In die laatste priorij overleed hij in 1585 en werd hij begraven.

## Werk
Ronsard vormde samen met Joachim du Bellay en enkele andere dichters de groep van de Pléiade (genoemd naar de zeven sterren). Ondanks hun grote belangstelling voor de klassieke poëzie verkozen zij voor hun gedichten het Frans boven het Latijn. De dichters van de Pléiade zetten zich in voor de bescherming van de Franse taal ten opzichte van het Latijn, dat door het gebruik in de kerk de boventoon voerde, en ook door de humanisten meer en meer werd gebruikt voor het maken van profane literatuur. De Pléiade daarentegen zette zich in om het Frans te ontwikkelen en aan te vullen, met neologismen en leenwoorden uit verschillende Franse dialecten, het Italiaans, en ook met verbasteringen van Latijnse woorden. De Pléiadedichters schreven vooral 'poésie légère': liefde en natuur zijn belangrijke thema's in hun werken. 
Het eerste grote werk van Ronsard, de Odes (1550), stond in de traditie van Pindaros en Horatius. Les Amours (1552) was liefdespoëzie in de vorm van een petrarcaanse sonnettencyclus, waarmee hij de standaard zette voor dit genre in de Franse letterkunde. Als voorwerp van zijn smachten koos hij de bankiersdochter Cassandra Salviati, naar het model van Laura in Il Canzoniere. Schunniger was Le Livret de Folastries (1553), dat ondanks het inroepen van Catullus op de censuur botste. In 1555-1556 toonde hij dan weer een meer plechtige kant in zijn Hymnes. 
Met het publiceren van zijn vierdelige Œuvres op 36-jarige leeftijd deed Ronsard iets wat alleen Clément Marot had gedurfd, en feitelijk ging hij nog verder: geplaagd door gezondheidsproblemen, bereidde hij zijn canonisering voor in een verzameld werk voor het nageslacht, op een manier die tot dan toe was weggelegd voor antieke auteurs. Zeer regelmatig bracht hij er herziene en vermeerdere edities van uit.
Als hofdichter kwam Ronsard er niet onderuit gelegenheidspoëzie te maken en officiële standpunten te vertolken. Het belette hem niet ook satirisch uit de hoek te komen en de ijdelheid van wereldse ambities aan te stippen. Voor Karel IX werkte hij lang aan de Franciade, een episch werk in navolging van de Aeneïs, zij het in een ongebruikelijke tienvoetige versmaat. De eerste vier boeken verschenen uiteindelijk in 1572, en daar bleef het ook bij, vanwege de lauwe respons en de dood van de koning. Daarna bleef Ronsard dichten in allerlei genres, waarbij zijn liefde voor de natuur meer tot uiting kwam. Hij bleef zijn verzameld werk verrijken, onder meer met de Sonnets pour Hélène, opgedragen aan de hofdame Hélène de Fonsèque. Het bevat het gedicht Quand vous serez bien vieille..., dat in de laatste regel het motto van Ronsard vrijwel letterlijk citeert: "Cueillez dès aujourd'hui les roses de la vie." ('Pluk vanaf vandaag de rozen van het leven').

## Receptie
Bij zijn dood droeg de nalatenschap die Ronsard zorgvuldig had voorbereid vrucht. Hij werd in Frankrijk beschouwd als de prins der dichters en zijn werk werd regelmatig herdrukt. Een tegenstem was die van de hofdichter François de Malherbe, die het Frans wilde zuiveren van de neologismen en regionale invloeden waar de Pléiade van had gehouden. Nog heftiger was de afwijzing van Ronsard door Nicolas Boileau. Het classicisme had geen waardering voor de renaissancedichter en hij raakte in de vergetelheid. Voor een rehabilitatie was het wachten op de 19e-eeuwse romantici, en dan speciaal op Sainte-Beuve. In eerste instantie was het vooral de liefdespoëzie die op prijs werd gesteld. Slechts geleidelijk kwam er ook weer aandacht voor zijn filosofische, politieke en wetenschappelijke dichtwerk. De muzikaliteit van zijn verzen gaf stof aan componisten als Ravel, Poulenc, Milhaud en Berkeley. Zijn werk beïnvloedde W.B. Yeats en werd vertaald door Sylvia Plath.

## Publicaties
- Les Quatre premiers livres des Odes (1550)
- Les Amours. Ensemble le Cinqiesme [livre] des Odes (1552), ook bekend als Les Amours de Cassandre
- Le Livret de Folastries (1553)
- Le Bocage (1554)
- Les Meslanges (1554)
- Les Hymnes (1555)
- Le Second livre des Hymnes (1556)
- Continuation des Amours (1555), ook bekend als Amours de Marie
- Nouvelle continuation des Amours (1556), ook bekend als Amours de Marie
- Le Second livre des Meslanges (1559)
- Les Œuvres (1560), bijgewerkt in 1567, 1571, 1572-1573, 1578, 1584 en postuum in 1587
- Discours sur les misères de ce temps (1562)
- Continuation du Discours sur les misères de ce temps (1562)
- Remonstrance au peuple de France (1563)
- Responce aux injures et calomnies de je ne scay quels predicans et ministres de Genève (1563)
- La Franciade (1572)
- Sur la mort de Marie (1578), onderdeel van Les Œuvres
- Sonets et Madrigals pour Astrée (1578), onderdeel van Les Œuvres
- Sonets pour Hélène (1578), onderdeel van Les Œuvres
- Amours diverses (1578), onderdeel van Les Œuvres
- Bocage royal (1584), onderdeel van Les Œuvres
- Derniers vers (1586)

## Nederlandse vertalingen
- Enkele gedichten uit Les amours. Vertaald door Jef Last, Sijthoff, Leiden, 1948.
- Pluk toch vooral vandaag de rozen van het leven! Samengesteld en vertaald door Ernst van Altena, Ambo, Baarn, 1992. Tekst in het Frans en het Nederlands.

- Bibsys: 90053895
- Biblioteca Nacional de Chile: 000079380
- Biblioteca Nacional de España: XX1073992
- Bibliothèque nationale de France: cb11922538t (data)
- Catàleg d'autoritats de noms i títols de Catalunya: 981058514422606706
- CiNii: DA01059166
- Digitale Bibliotheek voor de Nederlandse Letteren: rons013
- Gemeinsame Normdatei: 118602519
- International Standard Name Identifier: 0000 0001 2101 7491
- Library of Congress Control Number: n79026804
- Nationale Bibliotheek van Letland: 000050003
- MusicBrainz: f14a2821-6bef-41c9-bf8a-d298ce789a3c
- Bibliotheek van het Japanse parlement: 00454592
- Nationale Bibliotheek van Tsjechië: jn19990007128
- Nationale bibliotheek van Australië: 35460882
- Nationale Bibliotheek van Israël: 987007267240105171
- Nationale Bibliotheek van Polen: a0000001183773
- Nationale en Universitaire bibliotheek Zagreb: 000033209
- Nederlandse Thesaurus van Auteursnamen: 068453671
- Istituto Centrale per il Catalogo Unico: CFIV113147
- LIBRIS: 207615
- SNAC: w66d5txr
- Système universitaire de documentation: 027107957
- Trove: 960935
- Union List of Artist Names: 500291216
- Virtual International Authority File: 61551687
- WorldCat: E39PBJj8VKFmM7GXFqcMYhC84q